# Vlnice chlupatá

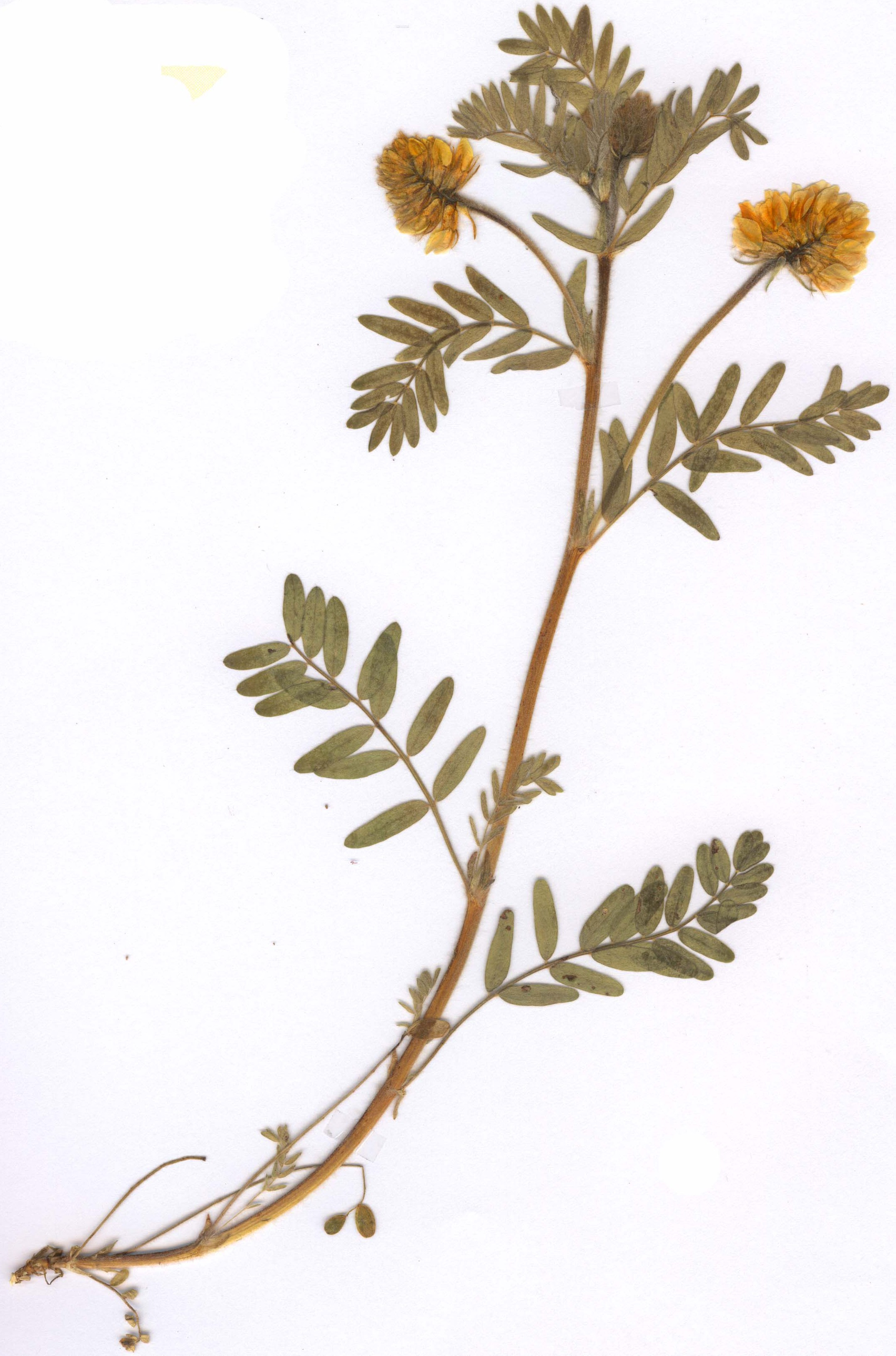
Vlnice chlupatá v herbáři

Vlnice chlupatá (Oxytropis pilosa) je vytrvalá, středně vysoká, počátkem léta nažloutle vykvétající, planě rostoucí rostlina, která pomalu mizí z české přírody. Je jediným druhem, z bohatého a po světě hodně rozšířeného rodu vlnice, který roste v České republice.

## Rozšíření
Euroasijský druh vyskytující se ostrůvkovitě od Francie a Španělska na západě, téměř přes celou Evropu a Rusko až po Mongolsko a okolí Bajkalu na východě. V Česku roste jen roztroušeně a mnoha oblastech vzácně, obvykle se nachází ve středních a severozápadních Čechách a na jižní a jihovýchodní Moravě.

## Ekologie
Roste na místech stepního charakteru, na slunečných svazích a travnatých stráních, skalkách, sutích i písčinách, od nížin až po pahorkatiny. Upřednostňuje hlinité nebo písčité, vysychavé až suché půdy na bazickém podloží (vápenec, opuka, diabas, čedič), může se vyskytnout i na stanovištích ovlivněných člověkem (železniční náspy). Vlnice chlupatá se rozmnožuje výhradně semeny.

## Popis
Vytrvalá bylina dorůstající do výše 20 až 50 cm, která má lodyhy, listy, květy i plody téměř celé porostlé vlnatými chlupy. Z dlouhých, hrubých, vřetenovitých kořenů s větvenou hlavou vyrůstají přímé či vystoupavé, jednoduché nebo rozvětvené lodyhy tlusté až 4 mm. Lodyžní listy s vytrvalými, úzkými palisty měří 5 až 10 cm, mají dlouhé řapíky, jsou lichozpeřené a bývají tvořeny pěti až třinácti páry lístků podlouhlého, eliptického nebo kopinatého tvaru. Lístky, dlouhé 10 až 20 mm, jsou celokrajné, mají kratičké řapíčky, na svrchní straně jsou zelené až žlutozelené a na spodní bělavě chlupaté.
Květy s krátkými stopkami a listeny, v obvyklém počtu 10 až 40, vytvářejí hustá hroznovitá nebo klasnatá květenství. Ta vyrůstají z úžlabí listů na dlouhých stopkách, nejdříve jsou krátká (téměř kulovitá) a při odkvětu se značně prodlužují.
Oboupohlavné květy mají žlutozelený, vytrvalý, trubkovitý kalich s pěti podobnými, úzce trojúhelníkovitými a ostře zakončenými zuby. Bělavě žlutá koruna s dlouhou a vykrojenou vejčitou pavézou, s křídly s tupými laloky a se zašpičatělým člunkem bývá dlouhá 10 až 15 mm. V květu je deset dvoubratrých tyčinek a jedna blizna. Rostlina kvete v květnu až červenci, květy jsou opylovány hmyzem létajícím do květů pro nektar. Ploidie druhu je 2n = 16.
Plody jsou úzce válcovité, hnědavě šedé a hustě chlupaté poltivé lusky. Bývají dlouhé asi 18 mm, široké 4 mm a jsou zakončeny zobánkem. Obsahují po šesti až dvanácti ledvinovitých, šedočerných semenech velkých 1,3 mm.

## Možnost záměny
Vlnici chlupatou je možno na prvý pohled vzhledově zaměnit za kozinec cizrnový. Zásadní rozdílnost mezi nimi je v tom, že vlnice chlupatá má člunek v květu zakončen špičkou a kozinec ho má zaoblený, vlnice nemá zralé plody nápadně nafouklé a kozinec nemá lodyhy a listy výrazně chlupaté.

## Toxicita
Rostlina obsahuje v květech a semenech mj. toxický indolizidinový alkaloid swainsonin, je to metabolický produkt a jeho množství je závislé na napadení houbou kořenomorkou Rhizoctonia. Nejcitlivější na něj jsou koně, pak ovce a nakonec skot.
Již pětidenní spásání většího množství vlnice chlupaté může u zvířat zapříčinit závažné problémy. Alkaloid přechází do tkání a způsobuje poškození zraku, chronické vyčerpání zvířat a případné zhoršení kvality i snížení množství mléka. Za rizikové je považováno množství 0,4 kg suché natě denně.

## Ohrožení
Vlnice chlupatá se většinou vyskytuje v biotopech ohrožených lidskou činností a proto její setrvání v české přírodě je přímo závislé na ochraně jejího území. Byla proto v „Červeném seznamu cévnatých rostlin ČR“ zařazena mezi ohrožené druhy (C3).

## Galerie

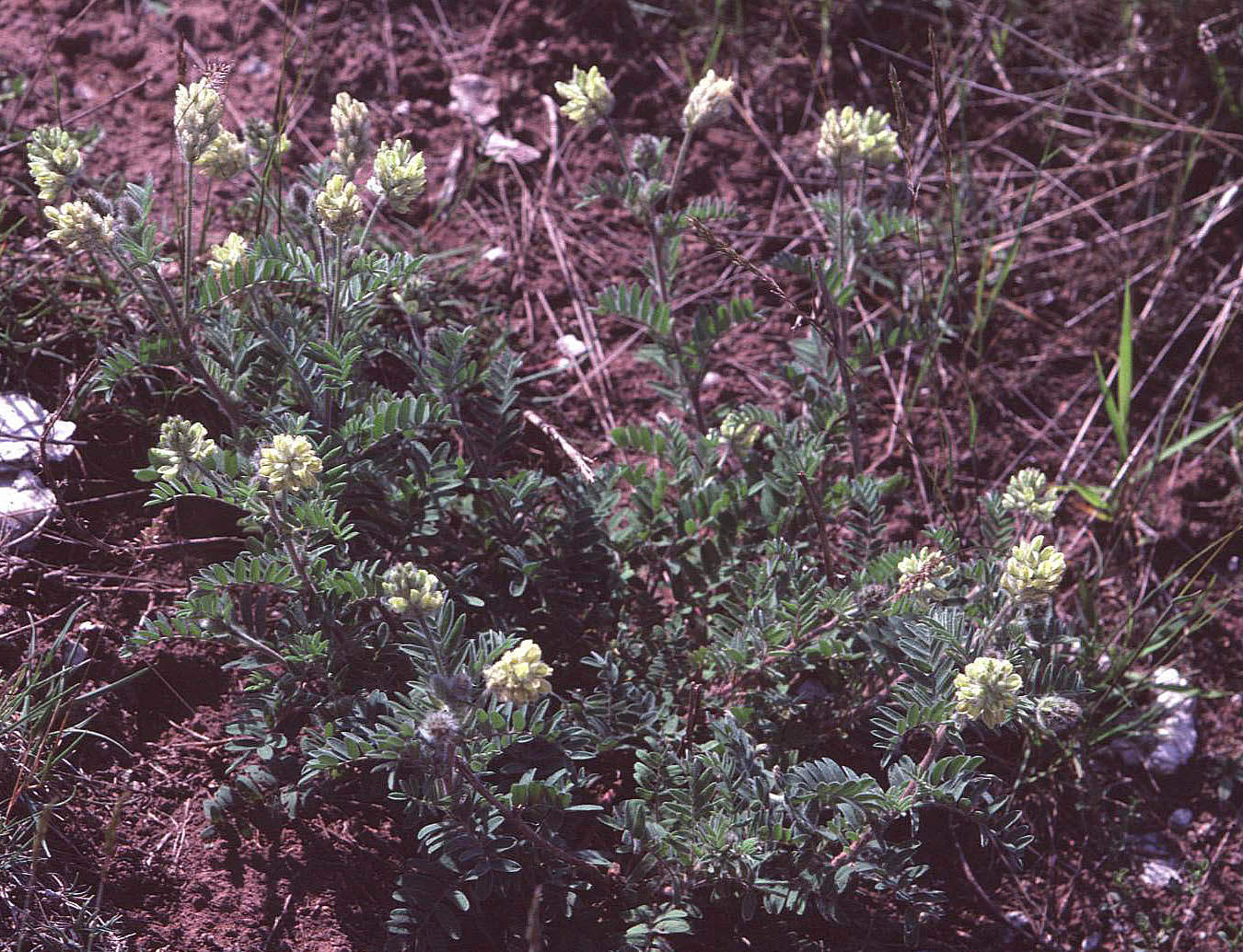
Kolonie vlnice chlupaté
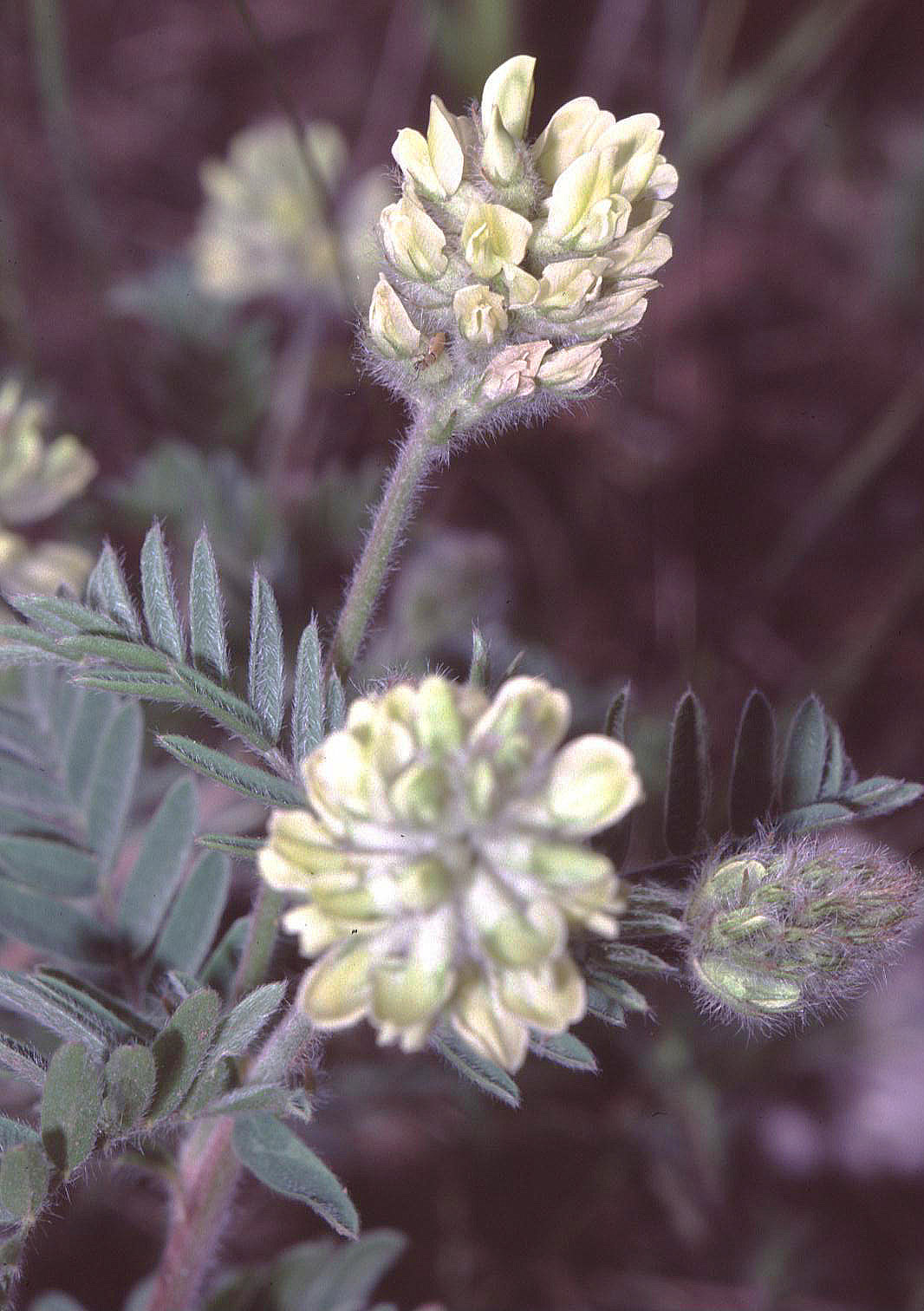
Květy před rozkvětem
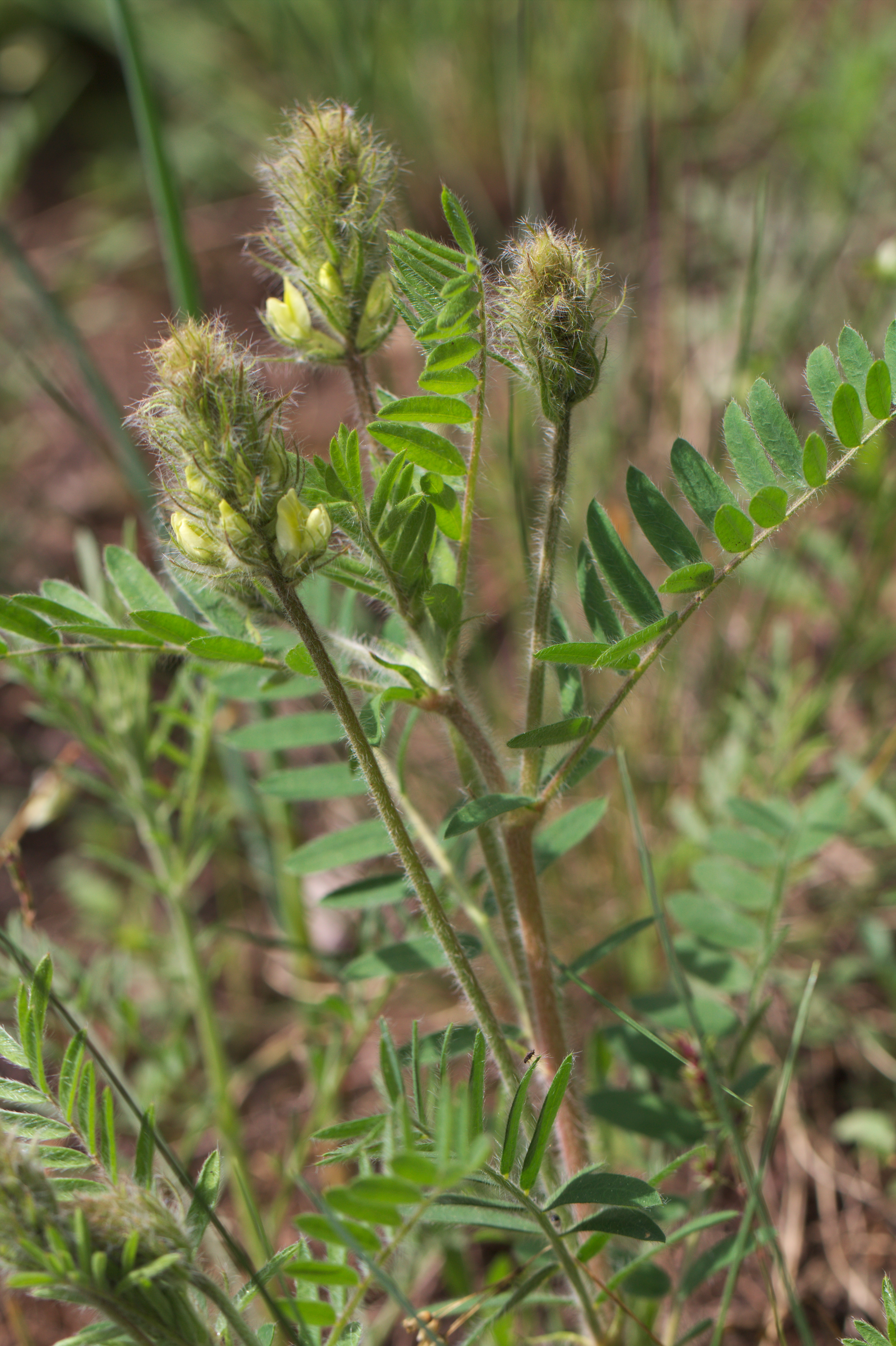
Odkvétající rostliny
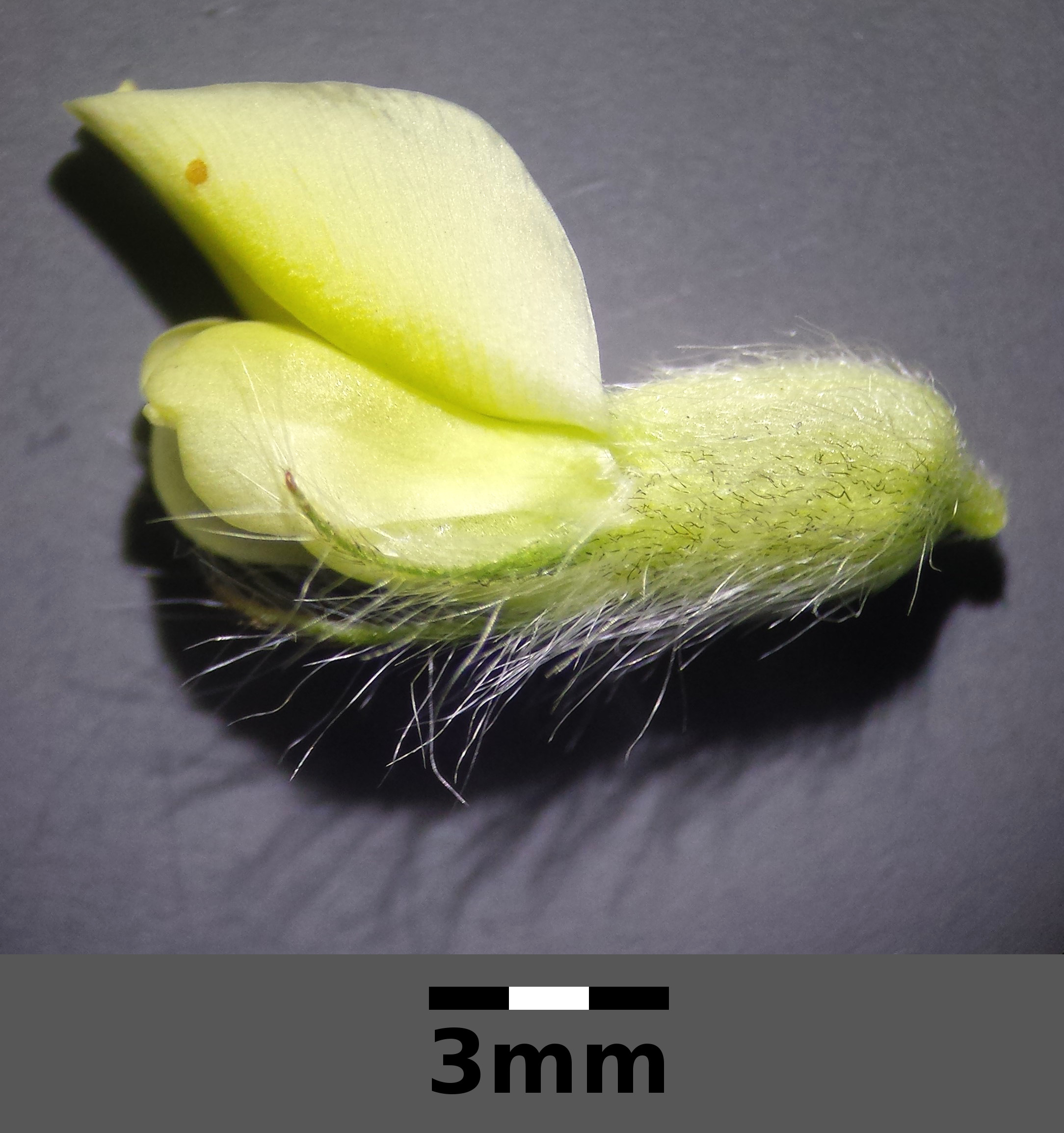
Chlupatý lusk